# Cars 3
Cars 3 és una pel·lícula estatunidenca d'animació per ordinador en 3D de juny de 2017, produïda per Pixar Animation Studios i distribuïda per Walt Disney Pictures. És el tercer lliurament de la franquícia de Cars. Està dirigida per Brian Fee, l'animador gràfic del guió en les dues primeres pel·lícules de la franquícia, Cars (2006) i Cars 2 (2011). Ha estat doblada i subtitulada al català.

## Argument
Després que Jackson Storm (Armie Hammer) (el qual és un nou corredor), arriba a la pista, el públic es pregunta quan es retirarà l'ara veterà i campió experimentat de set Copes Pistó, el Llamp McQueen (Owen Wilson).
Aquest vol demostrar que encara no li fa falta retirar-se, però un gran accident posa al Llamp McQueen a la vora de la seva jubilació, Cruz Ramírez (Cristela Alonzo), una novella corredora i entrenadora hispana, vol demostrar-li a McQueen que encara pot seguir i no rendir-se davant Jackson Storm i la crítica del món sencer.

## Repartiment
- Owen Wilson com a Llamp McQueen
- Cristela Alonzo com a Cruz Ramírez
- Armie Hammer com a Jackson Storm
- Larry the Cable Guy com a Mat
- Bonnie Hunt com a Sally Carrera
- Cheech Marin com a Ramone
- Michael Wallis com a Xèrif
- Tony Shalhoub com a Luigi
- Guido Quaroni com a Guido
- Lewis Hamilton com a Lewis Hamilton
- Jeff Gordon com a Jeff Gorvette
- Richard Petty com a Strip "El Rei" Weathers
- Kyle Petty com a Calç Weathers
- Angel Oquendo com a Bobby Swift
- Daniel Suárez com a Daniel/Danny Swervez
- Chase Elliott com a Chase Racelott
- Bubba Wallace com Bubba a Wheelhouse
- Mike Joy com a Mike Joyride
- Jenifer Lewis com a Flo
- John Ratzenberger com a Mack
- Paul Dooley com a Sergent
- Lloyd Sherr com a Fillmore
- Katherine Helmond com a Lizzie
- Kerry Washington com a Natalie Certain
- Nathan Fillion com a Sterling
- Lea DeLaria com a Miss Fritter
- Bob Peterson com a Chick Hicks
- Bob Costas com a Bob Cutlass
- Darrell Waltrip com a Darrell Cartrip
- Ray Magliozzi com a Dusty Rust-Eze
- Tom Magliozzi com a Rusty Rust-Eze
- Chris Cooper com a Smokey
- Isiah Whitlock Jr. com a River Scott
- Junior Johnson com a Junior "Midnight" Moon
- Margo Martindale com a Louise "Barnstormer" Nash

Diverses estrelles de NASCAR, com Ryan Blaney, Darrell Wallace Jr., Shannon Spake, Humpy Wheeler, Ray Evernham participen en el film, i també Doug Walker com a Chris Pratt.